# Carla Lipp
Carla Romolo (Carla) Lipp (Amsterdam, 9 januari 1934 – aldaar, 27 februari 2017) was een Nederlandse actrice en danseres.

## Levensloop
Lipp deed mee in de musical Heerlijk duurt het langst uit 1965, maar werd vooral bekend door de serie Ja zuster, nee zuster, waarin ze de rol van pruikenmaakster Jet vertolkte. Ze zong als lid van 'De Jonkies' in veel liedjes uit de serie mee, maar had solo succes met het lied 'De Twips', een door haarzelf verzonnen dans. Het lied kwam in 1967 tevens op single uit en werd een evergreen. Het zat ook in de filmversie van Ja zuster, nee zuster uit 2002.
Lipp maakte nadien ook nog een eigen single (Pietro), maar die werd niet door het grote publiek opgemerkt.
Daarna was ze nog te zien in Vadertje Langbeen en De Nachtshow. Ze nam verder deel aan de Sleeswijk Revues, die vooral draaiden om Snip en Snap.
Eigenlijk was Lipp danseres en werkte ze met onder anderen Sonia Gaskell, de medeoprichtster van Het Nationale Ballet. Ze deed haar studie in Parijs bij Madame Nora. In de jaren vijftig was ze actief als danseres bij het Ballet der Lage Landen en Ballet Municipal. Tevens was ze actief als demisoliste bij het Operaballet en als choreografe voor Rudi Carrell en Jaap van de Merwe. Ze volgde een regiecursus bij de NOS (debuteerde met een operetteconcert) en was vanaf 1978 lerares aan de Theaterschool. Om gezinsredenen werd Carla Lipp later minder actief.
In 2000 speelde ze Therese Segaar in de serie Goudkust en in 2005 speelde ze haar laatste rol, een gastrol in Baantjer.
Lipp overleed in 2017 op 83-jarige leeftijd in haar woonplaats Amsterdam.

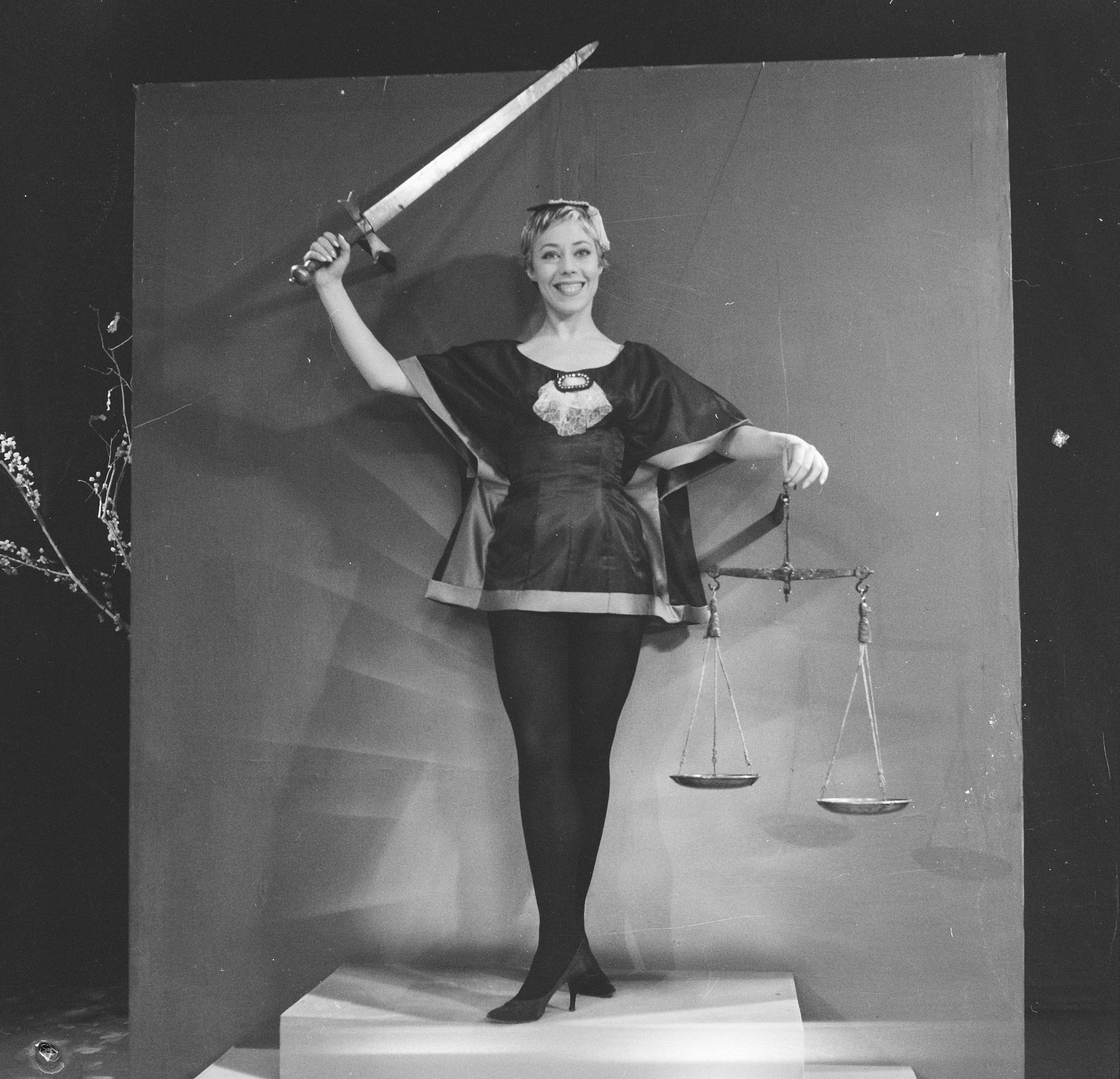
Lipp als Vrouwe Justitia (1959)
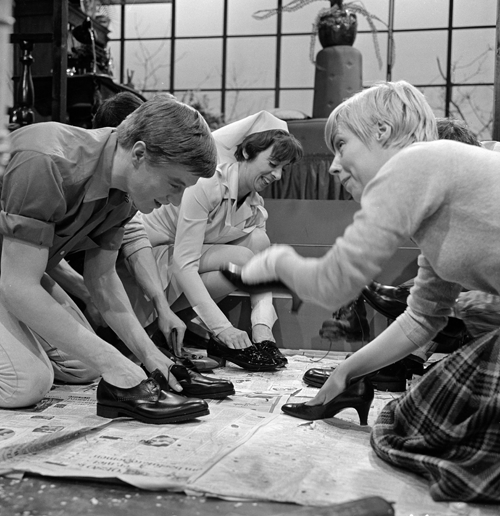
Lipp (rechts, 1966)
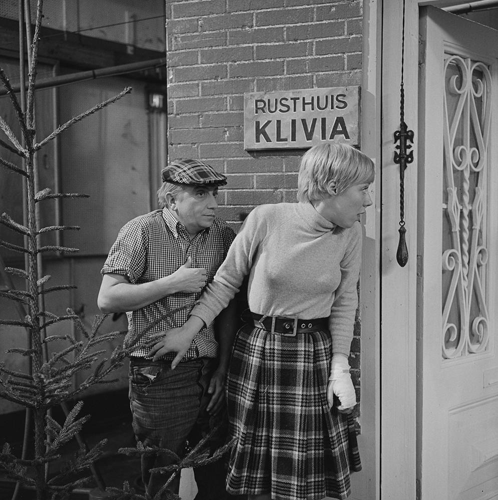
Lipp met Leen Jongewaard